# NGC 7777
NGC 7777 este o galaxie lenticulară situată în constelația Pegas. A fost descoperită în 25 octombrie 1876 de către Édouard Stephan⁠(d). Se află la o distanță de 94,68 de megaparseci de Pământ.